# Anderson Aquino
Anderson Angus Aquino (ur. 18 grudnia 1986 w Foz do Iguaçu) – brazylijski piłkarz występujący na pozycji napastnika. Obecnie gra w Coritibie.

## Kariera klubowa

### Brazylia
Anderson Aquino w młodości czynnie uprawiał futsal, a piłkę nożną zaczął trenować w wieku 14 lat. Jest wychowankiem zespołu Paraná Clube z Kurytyby, gdzie grał w latach 2001-2004. W 2005 roku został piłkarzem Athletico Paranaense. Stąd był wypożyczany do innych brazylijskich drużyn: Sport Club, Goiás EC i Paraná Clube. W barwach Paranaense brał udział w Copa Sudamericana 2008 (rozegrał dwa spotkania). W grudniu 2010 wygasł kontrakt Aquino z Paranaense i młody Brazylijczyk jako wolny zawodnik podpisał umowę z beniaminkiem najwyższej klasy rozgrywkowej, Coritibą.

### Gruzja
W lipcu 2009 Aquino na zasadzie wypożyczenia przeniósł się do czołowego klubu ligi gruzińskiej, Olimpi Rustawi. Był jednym z siedmiu Brazylijczyków, którzy w letnim okienku transferowym zasiliło zespół. W drugiej rundzie eliminacyjnej do rozgrywek Ligi Europy drużyna wylosowała jako przeciwnika Legię Warszawa. W pierwszym spotkaniu, wygranym przez polski zespół 3:0, Anderson w 67 minucie nie wykorzystał rzutu karnego. W rewanżowym meczu brazylijski zawodnik rozegrał na placu gry pełne 90 minut, natomiast Olimpi przegrało 0:1 i odpadło z zawodów. Aquino został jednak gwiazdą Umaglesi Ligi i w sezonie 2009-2010 okazał się najlepszym strzelcem rozgrywek – zdobył 26 goli w 31 meczach. Na listę strzelców wpisywał się w 18 spotkaniach, skompletował jednego hat-tricka, 31 października 2009 w wygranym 5:0 pojedynku z Gagrą. Został także pierwszym w historii królem strzelców tamtejszej ekstraklasy nie wywodzącym się z Gruzji. Podczas tych samych rozgrywek wywalczył z Olimpi tytuł mistrzowski – jego drużyna zanotowała 25 zwycięstw, 7 remisów i 4 porażki. Po upływie wypożyczenia Aquino powrócił do Paranaense.

## Kariera reprezentacyjna

### Reprezentacje juniorskie
Anderson Aquino występował w brazylijskiej młodzieżówce do lat 17.

## Styl gry
Aquino jest kreatywnym, technicznym napastnikiem, który posiada doskonały strzał z dystansu i dobrze wykonuje rzuty rożne. Trener zespołu Paraná Clube, Roberto Cavalo, określił go jako piłkarza dobrze współpracującego na boisku z kolegami z drużyny.